# Katina Paxinou
Katina Paxinou, řecky Κατίνα Παξινού (17. prosinec 1900, Pireus, Řecko – 22. únor 1973, Athény, Řecko) byla řecká herečka, která se proslavila v Hollywoodu i na Broadwayi. Za roli cikánky ve filmové adaptaci Hemingwayova románu Komu zvoní hrana (For Whom the Bell Tolls) z roku 1943 získala Oscara i cenu Globus za ženský herecký výkon ve vedlejší roli. Točila i v Evropě, hrála například ve filmu Luchino Viscontiho Rocco a jeho bratři (Rocco e i suoi fratelli) z roku 1960. V rodném Řecku však natočila jediný film, Afroditin ostrov (To Nisí tis Afrodítis - Το νησί της Αφροδίτης) roku 1965.
V anketě Velcí Řekové, v originále Μεγάλοι Έλληνες (Megali Ellines), kterou roku 2009 uspořádala řecká televizní stanice Skai TV, a která hledala největší osobnosti řecké historie, se umístila na 87. místě.